# Арон Бејнс
Арон Џон Бејнс (енгл. Aron John Baynes; Гизборн, 9. децембар 1986) бивши је аустралијски кошаркаш. Играо је на позицијама крилног центра и центра.

## Каријера
Бејнс је студирао на Вашингтон Стејту. Након што није изабран на НБА драфту 2009, стигао је у Лијетувос ритас, са којим је освојио првенство и куп Литваније 2010. године. Потом је одиграо по сезону за Олденбург у Немачкој и Икарос у Грчкој. У лето 2012. потписао је за Унион Олимпију. У дресу словеначког клуба је на 16 мечева у Јадранској лиги у просеку бележио 12,6 поена и готово седам скокова по мечу, уз просечан индекс 15,25. У јануару 2013. напустио је Олимпију и отишао у НБА лигу, где је потписао за Сан Антонио спарсе. Са њима је у сезони 2013/14. био шампион НБА лиге. У јулу 2015. прешао је у Детроит пистонсе, где је провео наредне две сезоне. Након тога провео је и две сезоне у Бостон селтиксима, а у лето 2019. постао је играч Финикс санса.

## Успеси

### Клупски
- Лијетувос ритас:
  - Првенство Литваније (1): 2009/10.
  - Куп Литваније (1): 2010.

- Сан Антонио спарси:
  - НБА (1): 2013/14.

### Репрезентативни
- Олимпијске игре:  2020.
- Океанијско првенство:  2011,  2009.